# Andrea Maestri
Andrea Maestri (Ravenna, 12 gennaio 1975) è un politico italiano.

## Biografia
Laureato in giurisprudenza a Bologna, con successivo Master in diritto dei beni culturali e ambientali, è avvocato.
Ha la passione della scrittura e ha pubblicato due libri: nel 2005 il libro per l'infanzia Filastrocche piccole così e nel 2009 il libro di poesie Strazi e Bagordi. È anche docente dei Master di HR di 24 ore Business School.

### Attività politica
Il suo primo incarico pubblico risale al 2006 quando viene eletto consigliere comunale a Ravenna per i Democratici di Sinistra (dal 2007 confluisce nel Partito Democratico), ricoprendo l'incarico di capogruppo consiliare.
Alle elezioni politiche del 2013 è candidato alla Camera dei Deputati, nella circoscrizione Emilia-Romagna, nelle liste del Partito Democratico (in trentaduesima posizione), risultando tuttavia il quarto dei non eletti.
Nel 2014 abbandona il Partito Democratico e nell'estate 2015 aderisce al nuovo soggetto politico di Pippo Civati denominato Possibile. Nelle stesse settimane, a causa delle dimissioni da deputato di Lapo Pistelli, Maestri entra a Montecitorio e si iscrive quindi al Gruppo misto. Il 17 novembre 2015, infine, assieme agli altri tre deputati di Possibile (Beatrice Brignone, Luca Pastorino e lo stesso Civati) aderisce alla componente del gruppo misto denominata "Alternativa Libera-Possibile". Nel marzo 2017 i quattro aderiscono al gruppo Sinistra Italiana-Possibile.
È candidato alle elezioni politiche del 2018 con Liberi e Uguali, senza essere rieletto.
Abbandona Possibile nel maggio 2019, senza aderire a nessun partito. Il 4 dicembre 2022, contestualmente alla candidatura di Elly Schlein a segretaria nazionale, Maestri annuncia di rientrare nel Partito Democratico.